# Saison 2017-2018 du LOSC Lille
Maillots
Chronologie
Saison précédente Saison suivante
La saison 2017-2018 du LOSC est la cinquante-huitième saison du club nordiste en première division du championnat de France, la dix-huitième consécutive du club au sommet de la hiérarchie du football français.
Le club évolue en Ligue 1, en Coupe de France, et en Coupe de la Ligue.

## Transferts

### Transferts estivaux
Pour le premier mercato estival depuis le rachat du club par Gérard Lopez, le mercato est orienté vers le marché sud-américain. Ainsi trois Brésiliens arrivent au LOSC, les deux premiers sont Luiz Araújo et Thiago Mendes en provenance de São Paulo puis le champion olympique Thiago Maia qui devient le transfert le plus cher de l'histoire du club (14 millions d'euros). Par la suite, Ezequiel Ponce est prêté une saison par l'AS Rome. Deux révélations du dernier championnat sont également signées, il s'agit de Nicolas Pépé qui avait été personnellement supervisé par le nouvel entraîneur Marcelo Bielsa et Kévin Malcuit. Par ailleurs, l'accent est mis sur la jeunesse avec l'arrivée du latéral gauche Fodé Ballo-Touré puis de deux jeunes gardiens Hervé Koffi et Adam Jakubech.
Du côté des départs, l'été a été marqué par l'instauration d'un loft destiné aux joueurs non-désirés par Marcelo Bielsa en attendant leur transfert. C'est ainsi que Franck Béria prend sa retraite puis que le capitaine emblématique du LOSC Rio Mavuba quitte le Nord pour rejoindre le Sparta Prague. Les joueurs n'ayant pas trouvé de club sont résiliés lors du dernier jour du mercato, ce sera le cas pour Marvin Martin, Éric Bauthéac, Lenny Nangis, Junior Tallo, Julian Palmieri et Marko Baša. Lille décide également de donner du temps de jeu à Martin Terrier, Xeka et Gabriel en les prêtant à d'autres clubs de Ligue 1.
Lille a dépensé 70 millions d'euros lors de ce mercato estival, ce qui est un record pour le club nordiste. Ces nombreux transferts font du Lille OSC le club ayant l'effectif le plus jeune des cinq grands championnats d'Europe.

### Transferts hivernaux
Après une première partie de saison très compliquée au niveau sportif (18e du championnat) et marquée par la résiliation du contrat de l'entraîneur Marcelo Bielsa remplacé par une cellule technique, le LOSC a pour volonté de se servir du mercato hivernal pour ajuster l'effectif en recrutant des joueurs expérimentés. Malheureusement pour le projet lillois, la DNCG interdit le Lille OSC de recrutement en ne considérant pas les garanties financières comme suffisantes.
Si le LOSC ne peut pas recruter, le club se retrouve dans l'obligation de vendre pour équilibrer les comptes. C'est ainsi que Martin Terrier, prêté en première partie de saison à Strasbourg est vendu à Lyon pour 11 millions d'euros plus quatre de bonus. Pour se renforcer malgré cette interdiction, le LOSC essaie de faire revenir des joueurs prêtés, il contacte Éder, Xeka et Lebo Mothiba mais seul ce dernier fini par revenir lors du dernier jour du mercato. Le 14 février, l'ESTAC met fin au prêt de Gabriel qui n'y aura joué que deux matchs puis deux jours plus tard il est prêté jusqu'à la fin de la saison au Dinamo Zagreb.

## Compétitions
| Championnat de France        | Coupe de France                                               | Coupe de la Ligue                                        |
| ---------------------------- | ------------------------------------------------------------- | -------------------------------------------------------- |
| Dix-septième place 38 points | Seizièmes de finale éliminé par le RC Strasbourg Alsace (2-1) | Huitièmes de finale éliminé par l'OGC Nice (1-1 tab 2-3) |
| 10V 8N 20D                   | 1V 0N 1D                                                      | 0V 2N 0D                                                 |
| TOTAL: 11V 10N 21D           |                                                               |                                                          |

### Championnat
La Ligue 1 2017-2018 est la quatre-vingtième édition du championnat de France de football et la seizième sous l'appellation « Ligue 1 ». La division oppose vingt clubs en une série de trente-huit rencontres. Les meilleurs de ce championnat se qualifient pour les coupes d'Europe que sont la Ligue des Champions (le podium) et la Ligue Europa (le quatrième et les vainqueurs des coupes nationales). Le LOSC participe à cette compétition pour la cinquante-huitième fois de son histoire et la dix-huitième fois de suite depuis la saison 2000-2001.
Les relégués de la saison précédente, le FC Lorient, l'AS Nancy-Lorraine et le SC Bastia, sont remplacés par le RC Strasbourg Alsace, champion de Ligue 2 en 2016-2017, l'Amiens SC, tous les deux promus de National la saison précédente, et l'ES Troyes AC, qui ne sera resté qu'une seule saison en Ligue 2 après sa relégation.

#### Classement
| Rang | Équipe                 | Pts | J  | G  | N  | P  | Bp | Bc | Diff | Qualification ou relégation            |
| ---- | ---------------------- | --- | -- | -- | -- | -- | -- | -- | ---- | -------------------------------------- |
| 14   | Angers SCO             | 41  | 38 | 9  | 14 | 15 | 42 | 52 | −10  |                                        |
| 15   | RC Strasbourg Alsace P | 38  | 38 | 9  | 11 | 18 | 44 | 67 | −23  |                                        |
| 16   | SM Caen                | 38  | 38 | 10 | 8  | 20 | 27 | 52 | −25  |                                        |
| 17   | LOSC Lille             | 38  | 38 | 10 | 8  | 20 | 41 | 67 | −26  |                                        |
| 18   | Toulouse FC            | 37  | 38 | 9  | 10 | 19 | 38 | 54 | −16  | Participation au barrage de relégation |
| 19   | ES Troyes AC P         | 33  | 38 | 9  | 6  | 23 | 32 | 59 | −27  | Relégation en Ligue 2                  |
| 20   | FC Metz                | 26  | 38 | 6  | 8  | 24 | 34 | 76 | −42  | Relégation en Ligue 2                  |

#### Évolution du classement et des résultats
| Journée  | 1 | 2  | 3  | 4  | 5  | 6  | 7  | 9  | 10 | 11 | 12 | 13 | 8  | 14 | 15 | 16 | 17 | 18 | 19 | 20 | 21 | 22 | 23 | 24 | 25 | 26 | 27 | 28 | 29 | 30 | 31 | 32 | 33 | 34 | 35 | 36 | 37 | 38 | Journées en tête | Journées barragiste | Journées relégable |
| -------- | - | -- | -- | -- | -- | -- | -- | -- | -- | -- | -- | -- | -- | -- | -- | -- | -- | -- | -- | -- | -- | -- | -- | -- | -- | -- | -- | -- | -- | -- | -- | -- | -- | -- | -- | -- | -- | -- | ---------------- | ------------------- | ------------------ |
| Rang     | 3 | 10 | 13 | 13 | 16 | 17 | 18 | 16 | 19 | 19 | 19 | 18 | 19 | 19 | 18 | 17 | 18 | 18 | 18 | 15 | 17 | 18 | 17 | 18 | 16 | 17 | 19 | 19 | 19 | 19 | 19 | 19 | 18 | 19 | 19 | 16 | 15 | 17 | 0                | 9                   | 13                 |
| Résultat | G | D  | D  | N  | N  | D  | D  | N  | D  | D  | G  | G  | D  | D  | G  | G  | D  | D  | N  | G  | D  | D  | G  | D  | N  | N  | D  | D  | N  | D  | D  | D  | N  | D  | G  | G  | G  | D  | —                | —                   | —                  |

### Coupe de la Ligue
La coupe de la Ligue 2017-2018 est la 24e édition de la Coupe de la Ligue, compétition à élimination directe organisée par la Ligue de football professionnel (LFP) depuis 1994, qui rassemble uniquement les clubs professionnels de Ligue 1, Ligue 2 et National. Le Paris Saint-Germain remet son titre de Coupe de la Ligue en jeu pour la quatrième fois consécutive, après les éditions 2014, 2015, 2016 et 2017. Le club parisien détient le record de victoires, au nombre de sept, dans cette compétition, à trois unités devant l'Olympique de Marseille et les Girondins de Bordeaux.

### Coupe de France
La coupe de France 2017-2018 est la 101e édition de la coupe de France, une compétition à élimination directe mettant aux prises tous les clubs de football amateurs et professionnels à travers la France métropolitaine et les DOM-TOM. Elle est organisée par la FFF et ses ligues régionales. Lors de cette édition 2018, le PSG remet en jeu son titre de l'année dernière obtenu face à Marseille. Par ailleurs, la formation parisienne détient le record de victoires dans cette compétition, au nombre de onze.

## Joueurs

### Effectif professionnel
Le premier tableau liste l'effectif professionnel du LOSC pour la saison 2017-2018. Le second recense les prêts effectués par le club lors de cette même saison.
En grisé, les sélections de joueurs internationaux chez les jeunes mais n'ayant jamais été appelés aux échelons supérieur une fois l'âge limite dépassé.

## Statistiques

### Statistiques collectives
| Compétition       | Débute au tour | Termine        | Matches joués | Gagnés | Nuls | Perdus | Buts pour | Buts contre | Différence |
| ----------------- | -------------- | -------------- | ------------- | ------ | ---- | ------ | --------- | ----------- | ---------- |
| Ligue 1           | -              | -              | 38            | 10     | 8    | 20     | 41        | 67          | -26        |
| Coupe de la Ligue | 1/16 de finale | 1/8 de finale  | 2             | 0      | 2    | 0      | 3         | 3           | 0          |
| Coupe de France   | 1/32 de finale | 1/16 de finale | 2             | 1      | 0    | 1      | 5         | 4           | +1         |
| Total             | -              | -              | 42            | 11     | 10   | 21     | 49        | 74          | -25        |

### Statistiques individuelles

#### Statistiques buteurs
| Place | Nom                 | Ligue 1 | Coupe de France | Coupe de la Ligue | TOTAL des buts |
| 1     | Nicolas Pépé        | 13      | 1               |                   | 14 buts        |
| 2     | Luiz Araújo         | 5       |                 | 1                 | 6 buts         |
| 3     | Lebo Mothiba        | 5       |                 |                   | 5 buts         |
| 4     | Anwar El-Ghazi      | 4       |                 |                   | 4 buts         |
| 4     | Thiago Mendes       | 3       | 1               |                   | 4 buts         |
| 6     | Yves Bissouma       | 2       | 1               |                   | 3 buts         |
| 6     | Ezequiel Ponce      | 2       | 1               |                   | 3 buts         |
| 6     | Júnior Alonso       | 2       |                 | 1                 | 3 buts         |
| 9     | Nicolas de Préville | 2       |                 |                   | 2 buts         |
| 9     | Yassine Benzia      | 1       |                 | 1                 | 2 buts         |
| 11    | Edgar Ié            | 1       |                 |                   | 1 but          |
| 11    | Farès Bahlouli      | 1       |                 |                   | 1 but          |
| 11    | Adama Soumaoro      |         | 1               |                   | 1 but          |
| Total | 13 buteurs          | 41 buts | 5 buts          | 3 buts            | 49 buts        |

#### Statistiques passeurs
| Place | Nom              | Ligue 1   | Coupe de France | Coupe de la Ligue | TOTAL des passes |
| 1     | Nicolas Pépé     | 6         |                 |                   | 6 passes         |
| 2     | Yassine Benzia   | 5         |                 |                   | 5 passes         |
| 2     | Kévin Malcuit    | 5         |                 |                   | 5 passes         |
| 2     | Anwar El-Ghazi   | 4         |                 | 1                 | 5 passes         |
| 5     | Thiago Mendes    | 4         |                 |                   | 4 passes         |
| 6     | Luiz Araújo      | 3         |                 |                   | 3 passes         |
| 7     | Yves Bissouma    | 1         |                 |                   | 1 passe          |
| 7     | Imad Faraj       | 1         |                 |                   | 1 passe          |
| 7     | Rominigue Kouamé | 1         |                 |                   | 1 passe          |
| 7     | Ezequiel Ponce   | 1         |                 |                   | 1 passe          |
| 7     | Farès Bahlouli   |           |                 | 1                 | 1 passe          |
| 7     | Edgar Ié         |           |                 | 1                 | 1 passe          |
| Total | 12 passeurs      | 31 passes |                 | 3 passes          | 34 passes        |

#### Statistiques détaillées
| Numéro | Nat. | Nom                 | Championnat | Championnat | Championnat    | Championnat | Championnat  | Coupe de France | Coupe de France | Coupe de France | Coupe de France | Coupe de France | Coupe de la Ligue | Coupe de la Ligue | Coupe de la Ligue | Coupe de la Ligue | Coupe de la Ligue | Total | Total       | Total          | Total  | Total        |
| Numéro | Nat. | Nom                 | M.j.        | But inscrit | Passe décisive | Averti      | Carton rouge | M.j.            | But inscrit     | Passe décisive  | Averti          | Carton rouge    | M.j.              | But inscrit       | Passe décisive    | Averti            | Carton rouge      | M.j.  | But inscrit | Passe décisive | Averti | Carton rouge |
| ------ | ---- | ------------------- | ----------- | ----------- | -------------- | ----------- | ------------ | --------------- | --------------- | --------------- | --------------- | --------------- | ----------------- | ----------------- | ----------------- | ----------------- | ----------------- | ----- | ----------- | -------------- | ------ | ------------ |
| 2      |      | Kévin Malcuit       | 23          | 0           | 5              | 2           | 0            | 1               | 0               | 0               | 1               | 0               | 1                 | 0                 | 0                 | 0                 | 0                 | 25    | 0           | 5              | 3      | 0            |
| 3      |      | Júnior Alonso       | 34          | 2           | 0              | 3           | 0            | 2               | 0               | 0               | 0               | 0               | 2                 | 1                 | 0                 | 1                 | 0                 | 38    | 3           | 0              | 4      | 0            |
| 5      |      | Adama Soumaoro      | 14          | 0           | 0              | 2           | 0            | 1               | 1               | 0               | 0               | 0               | 0                 | 0                 | 0                 | 0                 | 0                 | 15    | 1           | 0              | 2      | 0            |
| 6      |      | Ibrahim Amadou      | 30          | 0           | 0              | 3           | 1            | 2               | 0               | 0               | 0               | 0               | 0                 | 0                 | 0                 | 0                 | 0                 | 32    | 0           | 0              | 3      | 1            |
| 7      |      | Anwar El-Ghazi      | 27          | 4           | 4              | 2           | 0            | 2               | 0               | 0               | 0               | 0               | 2                 | 0                 | 1                 | 0                 | 0                 | 31    | 4           | 5              | 2      | 0            |
| 9      |      | Ezequiel Ponce      | 28          | 2           | 1              | 2           | 0            | 2               | 1               | 0               | 1               | 0               | 2                 | 0                 | 0                 | 0                 | 0                 | 32    | 3           | 1              | 3      | 0            |
| 10     |      | Yassine Benzia      | 31          | 1           | 5              | 8           | 0            | 1               | 0               | 0               | 0               | 0               | 1                 | 1                 | 0                 | 0                 | 0                 | 32    | 2           | 5              | 8      | 0            |
| 11     |      | Luiz Araújo         | 34          | 5           | 3              | 5           | 0            | 1               | 0               | 0               | 0               | 0               | 1                 | 1                 | 0                 | 1                 | 0                 | 36    | 6           | 3              | 6      | 0            |
| 12     |      | Nicolas de Préville | 4           | 2           | 0              | 0           | 0            | 0               | 0               | 0               | 0               | 0               | 0                 | 0                 | 0                 | 0                 | 0                 | 4     | 2           | 0              | 0      | 0            |
| 14     |      | Imad Faraj          | 7           | 0           | 1              | 0           | 0            | 1               | 0               | 0               | 0               | 0               | 0                 | 0                 | 0                 | 0                 | 0                 | 8     | 0           | 1              | 0      | 0            |
| 15     |      | Edgar Ié            | 35          | 1           | 0              | 6           | 0            | 0               | 0               | 0               | 0               | 0               | 2                 | 0                 | 1                 | 1                 | 0                 | 37    | 1           | 1              | 7      | 0            |
| 16     |      | Mike Maignan        | 34          | 0           | 0              | 0           | 1            | 1               | 0               | 0               | 0               | 0               | 1                 | 0                 | 0                 | 0                 | 0                 | 36    | 0           | 0              | 0      | 1            |
| 18     |      | Lebo Mothiba        | 14          | 5           | 0              | 2           | 0            | 0               | 0               | 0               | 0               | 0               | 0                 | 0                 | 0                 | 0                 | 0                 | 14    | 5           | 0              | 2      | 0            |
| 19     |      | Nicolas Pépé        | 36          | 13          | 6              | 5           | 0            | 2               | 1               | 0               | 0               | 0               | 0                 | 0                 | 0                 | 0                 | 0                 | 38    | 14          | 6              | 5      | 0            |
| 20     |      | Thiago Maia         | 34          | 0           | 0              | 3           | 1            | 1               | 0               | 0               | 0               | 0               | 2                 | 0                 | 0                 | 0                 | 0                 | 37    | 0           | 0              | 3      | 1            |
| 21     |      | Yves Bissouma       | 24          | 2           | 1              | 3           | 0            | 2               | 1               | 0               | 0               | 0               | 2                 | 0                 | 0                 | 0                 | 0                 | 28    | 3           | 1              | 3      | 0            |
| 22     |      | Kouadio-Yves Dabila | 12          | 0           | 0              | 1           | 0            | 2               | 0               | 0               | 0               | 0               | 1                 | 0                 | 0                 | 0                 | 0                 | 15    | 0           | 0              | 1      | 0            |
| 23     |      | Thiago Mendes       | 31          | 3           | 4              | 4           | 1            | 2               | 1               | 0               | 0               | 0               | 2                 | 0                 | 0                 | 0                 | 0                 | 35    | 4           | 4              | 4      | 1            |
| 24     |      | Boubakary Soumaré   | 14          | 0           | 0              | 1           | 0            | 1               | 0               | 0               | 0               | 0               | 2                 | 0                 | 0                 | 0                 | 0                 | 17    | 0           | 0              | 1      | 0            |
| 25     |      | Fodé Ballo-Touré    | 27          | 0           | 0              | 5           | 1            | 1               | 0               | 0               | 0               | 0               | 1                 | 0                 | 0                 | 0                 | 0                 | 29    | 0           | 0              | 5      | 1            |
| 26     |      | Farès Bahlouli      | 11          | 1           | 0              | 2           | 0            | 1               | 0               | 0               | 0               | 0               | 2                 | 0                 | 1                 | 0                 | 0                 | 14    | 1           | 1              | 2      | 0            |
| 27     |      | Hamza Mendyl        | 12          | 0           | 0              | 2           | 1            | 1               | 0               | 0               | 1               | 0               | 1                 | 0                 | 0                 | 0                 | 0                 | 14    | 0           | 0              | 3      | 1            |
| 29     |      | Rominigue Kouamé    | 6           | 0           | 1              | 0           | 0            | 0               | 0               | 0               | 0               | 0               | 0                 | 0                 | 0                 | 0                 | 0                 | 6     | 0           | 1              | 0      | 0            |
| 30     |      | Hervé Koffi         | 4           | 0           | 0              | 0           | 0            | 1               | 0               | 0               | 0               | 0               | 1                 | 0                 | 0                 | 0                 | 0                 | 6     | 0           | 0              | 0      | 0            |

#### Statistiques joueurs prêtés
| Nat. | Nom                  | Club en prêt                 | Compétition                 | Championnat | Championnat | Championnat | Championnat  | Coupes nationales | Coupes nationales | Coupes nationales | Coupes nationales | Total | Total | Total  | Total        |
| Nat. | Nom                  | Club en prêt                 | Compétition                 | MJ          | B           | Averti      | Carton rouge | MJ                | B                 | Averti            | Carton rouge      | MJ    | B     | Averti | Carton rouge |
| ---- | -------------------- | ---------------------------- | --------------------------- | ----------- | ----------- | ----------- | ------------ | ----------------- | ----------------- | ----------------- | ----------------- | ----- | ----- | ------ | ------------ |
|      | Jean Butez           | Royal Excelsior Mouscron     | Division 1A                 | 10          | 0           | 0           | 1            | 1                 | 0                 | 0                 | 0                 | 11    | 0     | 0      | 1            |
|      | Éder                 | Lokomotiv Moscou             | Чемпионат России по футболу | 18          | 4           | 1           | 0            | 1                 | 0                 | 0                 | 0                 | 28    | 4     | 1      | 0            |
|      | Gabriel              | ES Troyes AC + Dinamo Zagreb | Ligue 1 + Prva HNL          | 1 + 1       | 0 + 0       | 1 + 0       | 0 + 0        | 1 + 0             | 0 + 0             | 1 + 0             | 0 + 0             | 3     | 0     | 2      | 0            |
|      | Youssouf Koné        | Stade de Reims               | Ligue 2                     | 18          | 1           | 3           | 0            | 2                 | 0                 | 0                 | 0                 | 20    | 1     | 3      | 0            |
|      | Lebo Mothiba         | Valenciennes FC              | Ligue 2                     | 20          | 8           | 2           | 0            | 3                 | 1                 | 0                 | 0                 | 23    | 9     | 0      | 0            |
|      | Naïm Sliti           | Dijon FCO                    | Ligue 1                     | 31          | 7           | 2           | 0            | 2                 | 0                 | 0                 | 0                 | 33    | 7     | 2      | 0            |
|      | Stoppila Sunzu       | Arsenal Toula                | Чемпионат России по футболу | 28          | 2           | 5           | 0            | 1                 | 0                 | 0                 | 0                 | 29    | 2     | 5      | 0            |
|      | Martin Terrier       | RC Strasbourg                | Ligue 1                     | 16          | 3           | 3           | 0            | 2                 | 0                 | 0                 | 0                 | 18    | 3     | 3      | 0            |
|      | Valentin Vanbaleghem | Les Herbiers VF              | National 1                  | 24          | 0           | 4           | 0            | 6                 | 0                 | 0                 | 0                 | 30    | 0     | 4      | 0            |
|      | Xeka                 | Dijon FCO                    | Ligue 1                     | 17          | 2           | 4           | 0            | 0                 | 0                 | 0                 | 0                 | 17    | 2     | 4      | 0            |
|      | Agim Zeka            | Varzim SC                    | Segunda Liga                | 2           | 1           | 0           | 0            | 0                 | 0                 | 0                 | 0                 | 2     | 1     | 0      | 0            |

## Onze de départ (toutes compétitions)
| No. | Pos. | Joueur           | Joués | Notes                   |
| --- | ---- | ---------------- | ----- | ----------------------- |
| 16  | GB   | Mike Maignan     | 36    | Koffi a joué 6 fois     |
| 2   | DD   | Kévin Malcuit    | 25    |                         |
| 15  | DC   | Edgar Ié         | 37    | Dabila a joué 14 fois   |
| 3   | DC   | Júnior Alonso    | 38    | Soumaoro a joué 15 fois |
| 25  | DG   | Fodé Ballo-Touré | 29    | Mendyl a joué 14 fois   |
| 6   | MR   | Ibrahim Amadou   | 32    | Mendes a joué 35 fois   |
| 20  | MR   | Thiago Maia      | 37    | Bissouma a joué 28 fois |
| 9   | MOC  | Yassine Benzia   | 32    | Bahlouli a joué 14 fois |
| 19  | AiD  | Nicolas Pépé     | 38    | Faraj a joué 8 fois     |
| 11  | AiG  | Luiz Araújo      | 36    | El-Ghazi a joué 31 fois |
| 18  | AC   | Lebo Mothiba     | 14    | Ponce a joué 32 fois    |

| Maignan Ié Alonso Malcuit Ballo-Touré Amadou (C) Benzia Maia Pépé Araújo Mothiba |